# Pão de Açúcar (Alagoas)
Pão de Açúcar est une municipalité brésilienne dans l'État de l'Alagoas.